# Krisztina Fazekas-Zur
Dans le nom hongrois Fazekas Krisztina, le nom de famille précède le prénom, mais cet article utilise l’ordre habituel en français Krisztina Fazekas, où le prénom précède le nom.
Krisztina Fazekas-Zur, née le 1er août 1980 à Budapest, est une kayakiste hongroise.
Aux Jeux olympiques d'été de 2012 à Londres, elle est sacrée championne olympique de kayak à quatre en ligne 500 m avec Katalin Kovács, Danuta Kozák et Gabriella Szabó.